# 鱷魚朝天
鱷魚朝天（英文：Crocodile Hill）位於大帽山以西，蓮花山以北，高海拔559米。鱷魚朝天山頂建有八鄉山火瞭望台，可遠眺雞公嶺及八鄉一帶景色。有說因山脊至山頂形如鱷魚昂首向天，故得此名